# Hassan Diab
Hassan Diab, född 6 januari 1959 i Beirut, är en libanesisk professor som var Libanons premiärminister från 21 januari 2020 till 10 augusti 2020.

## Bakgrund och akademisk karriär
Diab är gift med Nuwar Mawlawi. Paret har tre barn.
Han har studerat i Storbritannien och avlade 1981 examen vid Leeds Metropolitan University med kommunikationsingenjörsvetenskap (kandidat) som huvudämne, och University of Surrey (magister, systemingenjör) 1982. År 1985 disputerade han vid University of Bath inom datavetenskap.. 
Efter studierna började Diab undervisa vid American University of Beirut inom ingenjörsvetenskaper. Han har publicerat 120 olika vetenskapliga texter..

## Politisk karriär
Innan sin politiska karriär var Diab relativt okänd bland allmänheten. Mellan 2011 och 2014 var han Libanons utbildningsminister..
Sedan Saad Hariris regering avgick den 29 oktober 2019 efter protesterna i Libanon, valdes Diab som premiärminister av Libanons parlament. Han är en partilös politiker. Enligt Libanons grundlag måste premiärministern vara sunnimuslim vilket Diab är.
Diabs regering tillträdde den 21 januari 2020. I mars 2020 meddelade regeringen att Libanon skulle inleda en skuldsanering för första gången i landets historia. Diab meddelade den 10 augusti 2020 att han avgår som premiärminister. Detta skedde efter de omfattande protesterna som följde på de kraftiga explosionerna som inträffade i Beiruts hamn den 4 augusti 2020. Diab hade bett presidenten Aoun att upplösa parlamentet och förordna om nyval redan den 8 augusti 2020 för att lugna ner protesterna.